# World Team Challenge 2009
Die 8. World Team Challenge 2009 (offiziell: ODLO-Biathlon-WTC 09) war ein Biathlonwettbewerb, der am 28. Dezember 2009 in der Veltins-Arena in Gelsenkirchen stattfand.
Das letztjährige Siegerteam mit Andrij Derysemlja und Oksana Chwostenko beendete das diesjährige Rennen auf dem zweiten Platz. Sieger wurde das deutsch-österreichische Team mit Christoph Sumann und Kati Wilhelm, die mit dem knappsten Zeitabstand der Event-Historie die Zweitplatzierten um 13,7 Sekunden schlugen. Für Sumann war es bereits der zweite Start mit einer deutschen Teampartnerin, nachdem er letztes Jahr das Rennen zusammen mit Martina Beck knapp verloren hatte.

## Teilnehmer
Es gingen insgesamt zehn Teams mit Teilnehmern aus zehn Nationen an den Start. Während im letzten Jahr nur ein gemischt-nationales Team antrat, waren in diesem Jahr drei gemischte Teams am Start. Zum ersten Mal in der Event-Historie startete nur jeweils ein Zweier-Team aus Deutschland und Norwegen.

## Ergebnisse
| Platz | Name                                        | Land                   | Zeit (min) |
| ----- | ------------------------------------------- | ---------------------- | ---------- |
| 1     | Christoph Sumann und Kati Wilhelm           | Österreich Deutschland | 31:11,1    |
| 2     | Andrij Derysemlja und Oksana Chwostenko     | Ukraine                | +0:13,7    |
| 3     | Vincent Defrasne und Marie-Laure Brunet     | Frankreich             | +0:20,3    |
| 4     | Dominik Landertinger und Darja Domratschawa | Österreich Belarus     | +0:36,7    |
| 5     | Michael Greis und Simone Hauswald           | Deutschland            | +0:42,5    |
| 6     | Jay Hakkinen und Lanny Barnes               | Vereinigte Staaten     | +0:57,5    |
| 7     | Maxim Tschudow und Olga Saizewa             | Russland               | +1:11,4    |
| 8     | Henrik L’Abée-Lund und Solveig Rogstad      | Norwegen               | +1:22,4    |
| 9     | Tomasz Sikora und Magdalena Gwizdoń         | Polen                  | +1:28,4    |
| 10    | Daniel Graf und Éva Tófalvi                 | Deutschland Rumänien   | +1:57,2    |